# 篠原悠伸
篠原 悠伸（しのはら ゆうしん、1992年2月2日 - ）は、日本の俳優、音楽家、映画監督。東京都出身。

## 概要

### 俳優として
幼少期から子ども番組やミュージカルで活動し、日本大学芸術学部演劇学科を卒業後に俳優活動を開始。2023年公開の映画『米国音楽』で映画初主演を果たす。

### 音楽活動
2018年、自身がギター/ボーカルを担当するバンド「貉幼稚園」を結成し、音楽家としての活動も開始する。同バンドでは作詞・作曲も務める。2022年公開の映画「ジャパニーズ スタイル/Japanese Style」アベラヒデノブ監督に、主題歌として書き下ろした楽曲「あてのない旅」が起用された。

### 監督活動
映画イベント「Junk Lounge#1」や「SHINPA the Satellite Series#2」など、小規模なイベントでの上映作として短編映画の監督も務めている。

## 出演

### テレビドラマ
- 人形佐七捕物帳 第7話（2017年1月1日、BSテレ東）- 新吉 役
- この世にたやすい仕事はない 第1話・第2話（2017年4月6日 - 4月17日、NHK BSプレミアム）
- 警視庁ゼロ係〜生活安全課なんでも相談室〜 SECOND SEASON 第3話（2017年8月4日、テレビ東京）- AD羽生 役
- トドメの接吻（2018年1月7日 - 3月11日、日本テレビ）- 大福 役
- トドメのパラレル 第4話（2018年、Hulu）- 大福 役
- イアリー 見えない顔 第2話（2018年8月11日、WOWOW）- 鏑木隼人 役
- 西郷どん （2018年、NHK）- 別府晋介 役
- デジタル・タトゥー 第1話（2019年5月18日、NHK）- 元同僚・薮下検事 役
- ストロベリーナイト・サーガ 第9話（2019年6月6日、フジテレビ）- 塚本 役
- あなたの番です 木下編（2019年7月7日、Hulu）- 韮沢隆 役
- W県警の悲劇 第4話（2019年8月17日、BSテレ東）
- 地獄のガールフレンド 第4話・第6話（2019年11月15日 - 11月29日、FOD）- 拓次 役
- パラレル東京（2019年12月2日 - 12月5日、NHK）- 田所陽平 役
- スイッチ（2020年6月21日、テレビ朝日）- 大木和馬 役
- 銀座黒猫物語 第7話（2020年8月28日、関西テレビ）- 三園徹 役
- おかしな刑事 第23作（2020年7月19日、テレビ朝日）- 西沢智也 役
- レッドアイズ 監視捜査班 第2話・第3話（2021年1月30日-2月6日、日本テレビ）- 花倉英司 役
- 特捜9 season4 第11話（2021年6月16日、テレビ朝日）- 加藤卓 役
- 未来世紀SHIBUYA（2021年11月26日、Hulu）- 田中 役
- 金田一少年の事件簿 第5話（2022年5月29日、日本テレビ）- 獅子島竜 役
- 警視庁・捜査一課長 season6 最終話（2022年6月16日、テレビ朝日）- 井端由伸のアバター 役
- 競争の番人 第6話（2022年8月15日、フジテレビ）- 栗田保 役
- エルピス-希望、あるいは災い-（2022年10月24日-12月26日、関西テレビ）- AD高橋 役
- ぴーすおぶけーき 第5話（2022年11月23日、日本テレビ）- 五木清 役
- 湯道への道（2023年2月16日、Amazon Prime Video）- 越川 役
- 連続テレビ小説 らんまん 第19話 -（2023年4月 - 9月、NHK）- 宮地春繁 役
- 科捜研の女 season23 第1話スペシャル（2023年8月16日、テレビ朝日）- 伊藤剛一 役
- 25時、赤坂で（2024年4月19日 - 6月21日、テレビ東京）- 三原望 役[2]
  - 25時、赤坂で Season2（2025年10月2日〈予定〉 - 、テレビ東京）[3]
- 終りに見た街 (2024年9月21日、テレビ朝日)　- 瀬尾竜次 役
- 御上先生（2025年1月19日 - 3月23日、TBS）- 山添修 役[4]
- シバのおきて〜われら犬バカ編集部〜（2025年9月30日〈予定〉 - 、NHK総合）[5]

### 映画
- TOO YOUNG TO DIE! 若くして死ぬ（2016年6月25日公開、監督：宮藤官九郎）
- お前はまだグンマを知らない（2017年7月22日公開、監督：水野格）- 桐生 役
- センセイ君主（2018年8月1日公開、監督：月川翔）- 小林 役
- チワワちゃん（2019年1月18日公開、監督：二宮健）- ハラダ 役
- 花束みたいな恋をした（2021年1月29日公開、監督：土井裕泰）- 沖田大夢 役
- 東京リベンジャーズ（2021年7月9日公開、監督：英勉）- マサル 役
- サマーフィルムにのって（2021年8月6日公開、監督：松本壮史）- ドク 役
- ボクたちはみんな大人になれなかった（2021年11月5日公開、監督：森義仁）- 細井勝久 役
- 幕が下りたら会いましょう（2021年11月26日公開、監督：前田聖来）- 横山 役
- 真夜中乙女戦争（2022年1月21日公開、監督：二宮健）- 田中 役
- 米国音楽（2023年2月10日公開、監督：小林達夫）- 主演・ナオキ 役
- 渇水（2023年6月2日公開、監督：髙橋正弥）
- 明るいニュース (2024年6月14日公開、監督：城真也)　- 主演・濱中元 役
- 朽ちないサクラ (2024年6月21日公開、監督：原廣利)　- 宮部秀人 役
- プロジェクト・カグヤ（2025年10月31日公開予定、監督：吉川鮎太） - 中津川 役[6]

### 舞台
- 青い瞳（2015年11月1日 - 26日、Bunkamuraシアターコクーン）
- 大パルコ人③ステキロックオペラ「サンバイザー兄弟」（2016年11月13日 - 12月4日、サンシャイン劇場 / 12月8日 - 18日、森ノ宮ピロティホール / 12月21日 - 23日、仙台サンプラザホール）
- 少女ミウ（2017年5月21日 - 6月4日、ザ・スズナリ）
- ロミオとジュリエット（2018年11月20日 - 12月27日、本多劇場、りゅーとぴあ新潟市民芸術文化会館・劇場、サンケイホールブリーゼ、刈谷市総合文化センター 大ホール）
- フリムンシスターズ（2020年10月24日 - 11月23日、Bunkamuraシアターコクーン / 11月28日 - 12月6日、オリックス劇場）
- メルセデス・アイス（2023年8月11日 - 20日、世田谷パブリックシアター）
- ボクの穴、彼の穴。W（2024年9月17日 - 29日、スパイラルホール / 10月4日 - 6日、近鉄アート館）[7][8]
- 私を探さないで（2025年10月11日 - 11月3日〈予定〉、本多劇場 他）[9]

### CM
- 関西電力 (2025年)

### 配信ドラマ
- おもちゃであそ部（2025年3月26日 - 、YouTube 他）[10]

## 監督作品
- 死体といっしょ
- LOVE依存症